# 알렉산드르 볼로딘 (언어학자)
알렉산드르 파블로비치 볼로딘(러시아어: Александр Павлович Володин, 1935년 11월 14일 ~ 2017년 7월 6일)은 고시베리아어와 핀우그리아어파를 전문으로 한 소비에트의 언어학자이자 러시아의 언어학자였다.
볼로딘은 1953년부터 1958년까지 레닌그라드 국립 대학교 문학부에서 핀우그리아어파를 연구했다. 1961년부터 그는 소련 과학 아카데미 언어 연구소에서 캄차카의 멸종 위기에 처한 이텔멘어를 전문으로 연구했다. 그는 1980년에 박사 학위를 받았고, 2005년부터 2017년까지 상트페테르부르크의 헤르첸 대학교 교수이자 러시아 과학 아카데미 (RAN) 언어 연구소 (ILI)에서 근무했다.
볼로딘은 약 190편의 과학 및 교육 논문과 교과서, 12편의 과학 논문을 출판했다. 그는 캄차카에 10차례 원정하여 케레크인과 이텔멘어의 언어와 문화를 연구했으며, 러시아 북극의 나리얀마르 지역에서는 네네츠인과 네네츠어를 연구했다.
그는 상트페테르부르크에서 살았다.